# Lex Apponyi

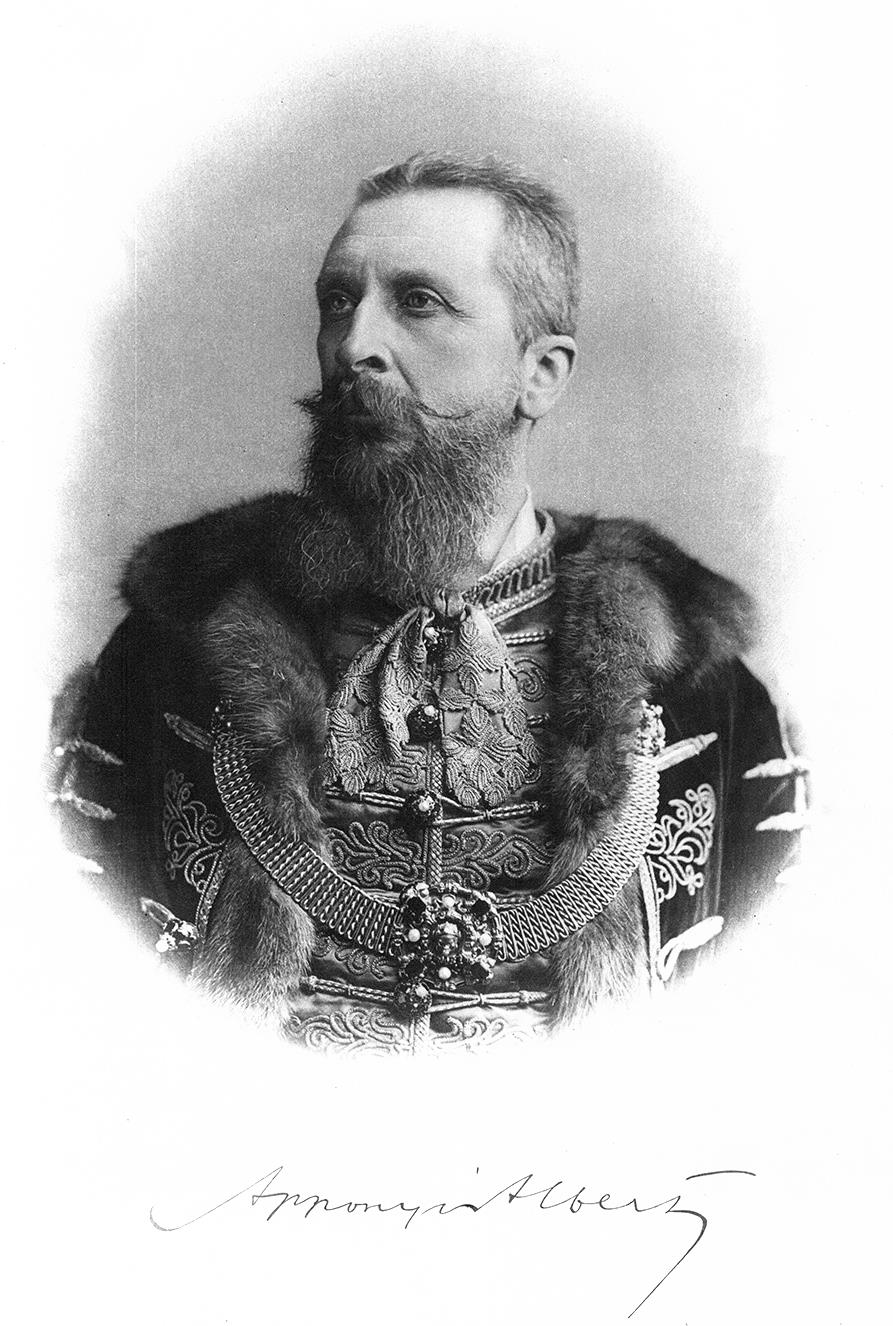
Apponyi Albert 1900-ban

A Lex Apponyi két, egymással összefüggő 1907-es magyarországi népiskolai törvény  népszerű  közös elnevezése. Nevét gróf Apponyi Albertről kapta, aki Magyarország vallás- és közoktatásügyi minisztere volt 1906. április 8. és 1910. január 17. között.
Az Apponyi-féle törvény kimondta, hogy minden iskolában, attól függetlenül, hogy állami-e vagy sem, tanítani kell a magyar nyelvet.

## Előzményei
1868-ban született meg a nemzetiségiek számára széles körű anyanyelvhasználatot biztosító nemzetiségi törvény, Eötvös József jóvoltából. Az 1868-as népiskolai törvény úgy intézkedett, hogy "Minden növendék anyanyelvén nyerje az oktatást." A nemzetiségi törvény ezt kiegészítette azzal, hogy az állam köteles olyan alsó- és középfokú iskolákat felállítani, amelyekben az oktatás a nemzeti kisebbségek nyelvén folyik.
Később ezt a törvényt a magyar kormányok nem tartották be teljes mértékben és az ország nemzetiségi politikáját egyre inkább a magyarosító törekvések jellemezték. Ez főként Bánffy Dezső politikáján érhető tetten, aki szorgalmazta a nem magyar nevet viselő helységnevek, illetve családnevek magyarosítását is. A helységneveknél később csak a hivatalos, vagyis magyar nevet lehetett használni. Az oktatás államosítására törekedtek, ahol a magyar nyelv és a magyar történelemszemlélet dominált.
A magyar államnyelvet a nem magyar oktatási nyelvű elemi iskolákban az 1880-as évek elejéig tantárgyként sem kellett oktatni.
A sokat hangoztatott un. "magyarosítási törekvések" ellenére 1910-es népszámláláskor kiderült, hogy a Magyar Királyság kisebbségeinek körülbelül 87%-a (kerekítve 8,9 millió állampolgár) egyáltalán nem tudott magyarul.

## Főbb rendelkezései
„19. § A nem magyar tanitási nyelvü elemi iskolákban, akár részesülnek állami segélyben, akár nem, a magyar nyelv a mindennapi tanfolyam valamennyi osztályában a vallás- és közoktatásügyi minister által a hitfelekezeti iskolafentartó meghallgatásával megállapitott tanitási terv szerint és kijelölt óraszámban oly mérvben tanitandó, hogy a nem magyar anyanyelvü gyermek a negyedik évfolyam bevégeztével gondolatait magyarul élőszóval és irásban érthetően ki tudja fejezni.”

Ennek a rendelkezésnek az előterjesztő általi indokolása tartalmazta következőket:  

„A 19. §-hoz

A magyar nyelvnek, mint köteles tantárgynak a nem magyar tanitási nyelvü összes iskolákban való tanitását már az 1879:XVIII. tc. 4. §-a rendeli, mégis, a legujabb adatok szerint, még mindig van 1447 olyan elemi népiskolánk, a melyben a magyar nyelvet nem tanitották sikerrel. Ezek között 235 r. kath., 270 gör. kath., 596 gör. kel., 345 ág. hitv. ev. iskola. Kizárólag nem magyar tanitási nyelvü népiskoláink száma 3248. Ezekben a magyar nyelv csakis mint tantárgy szerepel és mivel ezen iskolák, 65 kivételével, mind felekezetiek, bennök a magyar nyelv tantervét maguk a hitfelekezetek állapitják meg; a tapasztalat azt igazolja, hogy ezen kizárólag nem magyar tannyelvü népiskolák tulnyomó nagy részében a magyar nyelv tanitása csakis a magyar gépies irásra és olvasásra terjed. Az ilyen kizárólag nem magyar tannyelvü felekezeti népiskolákból magyarul beszélni tudó gyermek alig kerülhet ki.
Ezen tarthatatlan és már az 1879:XVIII. tc. intencziójával is ellenkező állapoton segit javaslatom 18. §-a, a midőn a szóbanforgó iskoláktól határozottan megköveteli azt, a mit különben már az 1879:XVIII. tc. végrehajtása tárgyában a vallás- és közoktatási minister 1879. évi 17,984. sz. alatt, tehát ezelőtt 27 évvel kiadott tantervben a magyar nyelv tanitása czéljául kitüzött és a mit az 1902. évi 30,332. sz. vallás- és közoktatásügyi ministeri körrendelet is felujitott, hogy ugyanis a nem magyar anyanyelvü gyermek az elemi népiskola mindennapi hat éves tanfolyama alatt a magyar beszédet annyira elsajátitsa, hogy az ő életczéljainak megfelelően, gondolatait magyarul érthetően ki tudja fejezni, továbbá tudjon magyarul folyékonyan olvasni, irni és számolni. A szakasz ezen rendelkezése kellő biztositást nyer főleg azáltal, hogy az illető népiskolákra nézve kivétel nélkül és tekintet nélkül arra, vajjon részesülnek-e állami segélyben vagy nem, kiterjesztik a törvénynek eddig csupán a községi iskolákra érvényes követelése, hogy a magyar nyelv tanitását a vallás- és közoktatásügyi minister által kiadott tanitási terv szerint és az általa megállapitott heti óraszámban kötelesek elláttatni. ”

## Következményei, megítélése
Miután bevezették az új iskoláztatási törvényt, az alapfokú tanintézményekben is tanították a magyar nyelvet, és egyes megállapítások szerint, a magyar tanárok igyekeztek kinevelni a gyerekekből a nemzetiségi tudatot.
A törvény megítélése azóta is számos vita tárgya. Míg külföldön és a magyarországi nemzetiségek körében számos kritikát váltott ki azóta is, mint a magyarosítás egyik megnyilvánulása, mások viszont a magyar nyelv védelmének és primátusának eszközét látták és látják benne ma is.